# Neoaliturus
Neoaliturus — рід цикадок із ряду клопів.

## Опис
Цикадки розміром 3—4 мм. Помірнострункі, з округлою виступаючою головою, з плавним переходом рила в тім'я. На теренах колишнього СРСР 10 видів.
- Neoaliturus alboguttatus (Lethierry, 1874)
- Neoaliturus fenestratus (Herrich-Schäffer, 1834) — Палеарктика.
- Neoaliturus guttulatus (Kirschbaum, 1868)
- Neoaliturus inscriptus (Haupt, 1927)